# Malporus properus
Malporus properus är en skalbaggsart som beskrevs av Thomas Casey 1895. Malporus properus ingår i släktet Malporus och familjen kvickbaggar. Inga underarter finns listade i Catalogue of Life.